# Маньковське сільське поселення (Александрово-Заводський район)
Манько́вське сільське поселення (рос. Маньковское сельское поселение) — сільське поселення у складі Александрово-Заводського району Забайкальського краю Росії.
Адміністративний центр та єдиний населений пункт — село Маньково.

## Населення
Населення сільського поселення становить 325 осіб (2019; 375 у 2010, 437 у 2002).